# Supermarine Spitfire
Supermarine Spitfire (или само Spitfire, чете се Спитфайър, букв. „плюещ огън“, „огнехвъргачка“) е британски едноместен изтребител от Втората световна война.
Известен е най-вече с успешните си прояви при отблъскването на немските въздушни нападения по време на Битката за Британия. Въоръжен с 8 картечници калибър 7,69 mm. Усъвършенстваният модел „Spitfire XII“ развива скорост 635 km/h и е въоръжен с две оръдия с калибър 20 mm и четири картечници с калибър 7,92 mm. Таванът на полета достига 11 500 m.

## Основни модификации
- Mk.I е въведен на въоръжение в ескадрила 19 на летище Дъксфорд през август 1938 г. Получава название Spitfire. Двигател Rolls-Royce Merlin II – 1044 hp, разпереност 11,23 m; дължина 9,13 m; носеща площ 22,45 m². Първоначално е произвеждан с двулопатно витло, впоследствие заменено с трилопатно на Rotol и De Havillend. През 1940 г. е пусната в производство разновидност на серията с две 20 mm оръдия за постигане по-голяма огнева мощ.

- Mk.II е въведен на въоръжение през 1941 г. Двигател Rolls-Royce Merlin XII с мощност 1193 hp. Дължината, разпереността и носещата площ се запазват като на Мк IA.

- Mk.III е опитна серия с произведени няколко самолета за тестване на двигател Merlin XX с мощност 1300 hp и прибираемо опашно колело.

- Mk.IV-от тази серия се развива Mk.XX, а също и определен брой от следващата серия, преработени като разузнавателен вариант с големи горивни резервоари и без челно бронестъкло.

- Mk.V е на въоръжение от 1941 г. с двигател Merlin-50 с мощност 1490 hp. Произвеждан е в различни варианти, като се променя въоръжението, а от серия В е произведен и тропически вариант

- Mk.VA
- Mk.VB
- Mk.VC
- Mk.VB (разузнавателен вариант)

- Mk.VI е на въоръжение от 1941 г. Височинен прехващач на базата на Mk V. Двигателят е Merlin-47 1436 hp, а крилото е удължено до 12,24 m.

- Mk.VII е на въоръжение от 1942 г. Въведен е четирилопатен пропелер за по-мощните двигатели с двустепенен компресор Merlin-71. Прибираемо опашно колело. Височинен разузнавач.

- Mk.VIII е на въоръжение от 1942 г. Подобрен вариант на пета версия с две 20 mm оръдия и две 12,7 mm картечници. Двигателят е Merlin-70 или варианти 61, 63 и 66. Нехерметизирана кабина и прибираемо опашно колело.

- Mk.IX е на въоръжение от 1943 г. На базата на пети вариант с по-мощни двигатели и различно крило. Построен е за фронтови схватки за малки и средни височини и с минимален радиус на виража.

- Mk.X е разновидност на единадесети вариант. Височинен разузнавач с двигател Merlin-77, произведен в много малка серия (16 броя).

- Mk.XI е височинен разузнавач без въоръжение, с двигател Merlin-70 или варианти на двигателя 61 и 63.

- Mk.XII

- Мк.XIV